# Geo Szkurupij

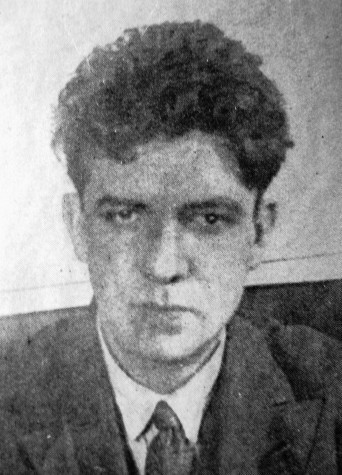
Geo Szkurupij

Geo Szkurupij (właściwie Jurij Danyłowycz Szkurupij, ukr. Ґе́о Шкурупі́й) ur. 20 kwietnia 1903 r. w Benderach, zm. 8 grudnia 1937 r. w Leningradzie – ukraiński pisarz, jeden z najwybitniejszych przedstawicieli ukraińskiego futuryzmu. Jeden z przedstawicieli rozstrzelanego odrodzenia.

## Życiorys
Ojciec pisarza był maszynistą kolejowym, matka nauczycielką. Przyszyły pisarz dzieciństwo spędził na Podolu. Po ukończeniu kijowskiego gimnazjum rozpoczął studia medyczne na Uniwersytecie Kijowskim, które jednak porzucił już po roku. Pracował na kolei, w studiu filmowym, w redakcji gazety Bilszownyk. Większą część swojego życia poświęcił literaturze.
Pisarz został aresztowany przez NKWD w 1934 roku za przynależność do kijowskiej grupy terrorystycznej. Mimo prób udowodnienia swojej niewinności, w 1935 roku został skazany na 10 lat łagru. Karę odbywał w SŁON na Wyspach Sołowieckich (Sołowkach). Jego rodzinę wysiedlono z Kijowa, majątek skonfiskowano. W czasie „wielkiego terroru” w 1937 roku wyrok zamieniono na karę śmierci – pisarza rozstrzelano 8 grudnia tego samego roku.

## Twórczość literacka
Jako literat, Geo Szkurupij zadebiutował w 1920 roku prozatorskim utworem My, opublikowanym w almanachu Grono. W rok później w almanachu Wyr rewolucji ukazują się jego wiersze. Pierwsze utwory siedemnastoletniego wówczas Szkurupija cechowały bogata obrazowość, katastrofizm, erotyzm, brutalna leksyka. Już na pierwszym etapie twórczości dostrzec można zamiłowanie do eksperymentatorstwa i poszukiwań nowego języka dla literatury.
Przełom w kierunku futuryzmu nastąpił w drugiej połowie 1921 roku – świadczą o tym choćby publikowane w panfuturystycznym czasopiśmie Semafor w majbutnie. W tym samym roku, zafascynowany futurystycznymi hasłami rewolucyjnego i radykalnego odnowienia sztuki sam występuje z licznymi pracami teoretycznymi i wyrasta na jednego z czołowych, tuż obok Mychajła Semenki przedstawicieli ukraińskiego futuryzmu, czyli quero-futuryzmu. Jest współzałożycielem futurystycznego ugrupowania literackiego Aspanfut (Asicjajcja Panfuturystów, Kijów 1921-1924) i współredaktorem kilku almanachów. W 1930 roku stanął na czele kijowskiej filii Nowej heneracji i redaktorem jej drukowanego organu Awanhard (wyszły tylko dwa numery), w którym opublikowano wtedy m.in. scenariusz do filmu Ziemia O. Dowżenki, wiersze P. Melnyka, teoretyczne artykuły K. Malewicza, Należał również do szeregu ugrupowań literacko-artystycznych, m.in. Komunkult (Kijów-Charków 1924-1925), WAPLITE (Charków, 1926-1927).
W pierwszych zbiorkach poezji Psychotezy (1922) i Baraban (1923) futurystyczne postulaty realizowane są głównie poprzez eksperymenty językowe i graficzne. Tuż obok mechanizacji i urbanizacji istotne dla Szkurupija są problemy polityczne i społeczne, poeta często odwołuje się do tematu rewolucji.
Mimo sukcesów, jakie niewątpliwie odnosił Szkurupij w kręgu futurystów, jego fascynacja tym kierunkiem szybko minęła. Zbiór z 1925 roku Żaryny sliw przynosi zdecydowaną przewagę poetyki neoromantycznej, sprzecznej, pełnej liryzmu i sarkazmu jednocześnie. Pośród innych zbiorów wierszy wyróżnić można Morze (1927) i Dla druziw-poetwo – suczasnykiw wicznosti (1929),
1925 rok przynosi także rozwinięcie działalności prozatorskiej. Wychodzi zbiór trzymających w napięciu opowiadań „Peremożec’ drakona”, które zostały pozytywnie przyjęte przez krytykę. Pośród innych utworów prozatorskich wymienić możnazbiory opowiadań: Przygody maszynisty Chorna (1925) Mongolski opowidannia (1930) i powieści: Dweri w deń(1929) Żanna – Balationerka (1930) Mis Adriena (1934). W prozie Szkurupij jawi się jako autor szczególne wyczulony na realia rzeczywistości – tematem tych utworów są społeczne i psychologiczne podłoża ludzkich zachowań. Ten dział twórczości stanowi również przykład poszukiwań nowych technik fabularnych i narracyjnych.

## Kinematografia
Geo Szkurupij był redaktorem w studiach filmowych w Odessie i Kijowie, pracował m.in. przy filmach: Temriawa (1928) Nahowir, jest również autorem napisów do tych filmów.

Według scenariuszy Geo Szkurupija nakręcono dwa filmy Synij paket (1926) i Spartak (1926).

## Wydania
Polskojęzyczne przekłady poezji Szkurupija zawierają antologie:
- T. Hollender, Z poezji ukraińskiej, Warszawa 1972.
- F. Nieuważny, J. Pleśniarowicz, Antologia poezji ukraińskiej, Warszawa, 1977.